# Bogdocosa
Bogdocosa là một chi nhện trong họ Lycosidae.